# 하이퍼 바주카
하이퍼 바주카(영어: Hyper Bazooka, 일본어: ハイパーバズーカ)는 애니메이션 《기동전사 건담》 등 《건담 시리즈》에 등장하는 가공의 무기이다. 모빌 슈트(MS) 및 맨 머신의 표준 무장 중 하나로 실탄을 발사하는 MS용 대형 바주카이다. 이들 무기는 엄밀하게는 로켓포로 분류된다.

## 등장
TV 애니메이션 《기동전사 건담》 제3화부터 등장한다. 건담이 사용하며 설정상으로는 포의 뒷부분으로부터 가스를 분사하는 무반동포로 여겨진다. 《기동전사 건담》 이후의 《건담 시리즈》 작품에도 하이퍼 바주카에 준하는 무장들이 등장한다. 《기동전사 Z 건담》 건담 Mk-II의 장비로 하이퍼 바주카가 등장했다. 탄창을 카트리지식으로 해 예비탄창을 휴대할 수 있도록 했다. 《기동전사 건담 역습의 샤아》뉴 건담의 장비로 뉴 하이퍼 바주카가 등장했다. 연방군의 표준적인 MS용 바주카를 뉴 건담에 맞추어 커스터마이즈한 것으로 설정되어 있다. 《기동전사 건담 UC》에서는 유니콘 건담의 장비로 등장했다. 《기동전사 V 건담》 제34화에서 건블래스터의 장비로 등장했다. 디자인은 뉴 하이퍼 바주카와 같지만 당시의 15m급 MS에 맞추어 다운 사이징 되었다는 설이 있다. 이와 관련해 TV 애니메이션 《건담 빌드 파이터즈 트라이》 제19화에서는 건대시블래스터의 장비로 등장했다.

## 같이 보기
- 건담